# 威拉德 (蒙大拿州)
威拉德（英語：Willard）是位於美國蒙大拿州法倫縣的非建制地區。

## 歷史
威拉德的郵局於1910年設立，其後於1995年停運。

## 地理
威拉德所處的海拔為高於海平面1010米（即3314英呎），而該地所採用的時區為UTC-6，即北美山地時區（MST）。同時該地設有夏令時間，為UTC-7調快一小時，即UTC-6（MDT）。